# 福山市独居老婦人殺害事件
福山市独居老婦人殺害事件（ふくやまし どっきょろうふじんさつがいじけん）は、1992年（平成4年）3月29日に広島県福山市で発生した強盗殺人事件。
三原市在住の高齢女性A（事件当時87歳）が、福山市内の山中（山野峡付近）で顔見知りの男2人（主犯の男Nは過去に別の強盗殺人事件を起こし、無期懲役刑に処された前科あり）に殺害され、死体を遺棄された。その後、加害者Nは被害者Aが銀行などに預けていた預金を不正に引き出した。

## 概要
主犯の男N（本事件当時39歳：現在は死刑囚）は無期懲役刑の仮釈放中に本事件を起こした（再犯）ため、本事件の刑事裁判では被告人Nに対する量刑（死刑適用の是非）が主な争点となった。検察は死刑を求刑したが、第一審・控訴審ではいずれも無期懲役判決が言い渡された。しかし、死刑回避を不服とした検察が上告したところ、最高裁判所は破棄差戻し判決を言い渡し、差戻し後の控訴審で死刑判決が言い渡され、最終的に死刑が確定する異例の展開となった。
本事件は永山則夫連続射殺事件以来、検察側が死刑求刑に対する無期懲役判決を不服として最高裁へ上告した事例（戦後2件目）である。そのような上告が最高裁で認められ、無期懲役の原判決が破棄差戻された事例、差戻後の控訴審で死刑判決が言い渡された事例とも、永山事件以来戦後2件目だった。

## 加害者・被害者

### 加害者・死刑囚N
主犯格の男N・S（本事件当時39歳）は1953年（昭和28年）1月13日生まれ（現在72歳）・山口県宇部市出身。一連の事件で逮捕された当時は福山市箕島町に在住していた。
2020年（令和2年）9月27日時点で死刑囚として広島拘置所に収監されている。死刑確定前から「死刑廃止のための大道寺幸子基金表現展」に複数回応募し、第1回表現展（2005年・当時は上告中）では詩「死刑囚の先輩」「狂犬の願い」が佳作に選出されたほか、短歌・俳句で努力賞を複数回受賞している。また、福島瑞穂（参議院議員）が2011年6月20日 - 8月31日に確定死刑囚らを対象として実施したアンケート（2011年12月時点で新たな死刑確定者にも同様のアンケートを送付）に対し、以下のように回答している。

#### Nの生い立ち
Nは炭鉱夫の父親とその妻の間に、戸籍上の第5子長男として生まれた。Nは両親にとって待望の男の子であったため、非常に甘やかされて育ち、1969年（昭和43年）3月に中学校を卒業したが、当時は父が病気療養中だったため、高等学校への進学を断念し、山口県立の職業訓練所で大工の技術を学んだ。その1年後、工務店で大工見習いとして働き始めたが、親方の妻と喧嘩をして約5か月で退職し、運輸会社でフォークリフト運転手として働くようになったが、1972年（昭和46年）8月ごろに下請会社の従業員更衣室からカメラを盗んだ事件で逮捕され、退職した。

#### 強盗殺人の前科
Nはその後、さらに別の運輸会社に転職した上で、フォークリフト運転手などとして勤務し、両親を扶養していたが、1972年1月ごろからオートレース・ボートレースに興味を持ち、大当たりしたことがきっかけでこれらのギャンブルに熱中するようになり、借金を重ねた。その後、借金をしていた知人の1人から再三にわたり、強く借金の返済を迫られたため、「オートレースなどで大穴を当てて、その配当金で借金を全額返済しよう」と思い立ち、1973年（昭和48年）10月にはさらに他の知人から借金をしたほか、以前から家族ぐるみで親しく近所付き合いをしていた知人女性宅を訪ね、女性から金を借りてオートレース・ボートレースに出掛けた。
しかし、所持金をほとんど使い果たしてしまったため、借金返済に困ったNは帰宅途中で返済資金を得る方法について考えた。その結果、「前述の知人女性に刃物を突き付けて脅迫し、現金を奪った上で犯行を隠蔽するために女性を殺害しよう」と思い付き、1973年10月25日16時30分ごろに知人女性宅を訪れ、犯行機会を窺った。台所のガス台近くに包丁があることを確認したNは、その時点ではまだ犯行を躊躇していたが、同日17時ごろになって「最初の計画通り、女性を殺害して金品を奪おう」と決意。軍手を両手に嵌め、包丁を女性の胸付近に突き付け、金を出すよう執拗に脅迫して現金53,000円を差し出させると、犯跡を隠蔽しようと女性を何度も包丁で突き刺した。そして現金のほか、預金通帳2冊・印鑑などが入った手提げカバン・がま口財布を強奪して現場から逃走したが、被害者が死亡（死因：外傷性呼吸機能障害による窒息死）する前に病院で「犯人は2年前に自分が住んでいた町で近所にいた顔見知りのNだ」と証言したため、宇部警察署（山口県警察）により強盗殺人容疑で指名手配された。
事件発生直後、傷害事件として捜査を開始した宇部署が市外に緊急配備を敷かなかったこともあって、Nは逃亡に成功し、全国各地を転々として逃走生活を送っていたが、被害者が死亡したことは知らなかった。その後、Nは同年12月16日に事件のことが気になって三原市内の義兄宅を訪れたところ、同居中の両親らから自首するよう説得され、宇部署へ出頭して強盗殺人容疑で逮捕された。そして強盗殺人罪の被告人として起訴されたNは、1974年（昭和49年）4月10日に山口地方裁判所（野曽原秀尚裁判長）で求刑通り無期懲役判決を受け、広島高等裁判所へ控訴したが、同年9月26日に広島高裁で控訴棄却の判決を受け（同年10月12日付で確定）、仮釈放まで合計3つの刑務所で約14年9か月間服役した。

#### 仮釈放・結婚
Nは服役中の態度が真面目で、姉の夫（義兄）が身元引受人になったため、1989年（平成元年）7月20日付で仮釈放を許され、岡山刑務所から出所した。出所後から約1か月間は更生保護施設（岡山県岡山市内）で過ごしたが、その間は知人の飲食店を数日間手伝っただけで定職には就かず、散財したり、パチンコをしたりするようになっていた。一方でこのころ、服役中に失効していた自動車運転免許を取り直すため試験場に通った際、女性と知り合い、結婚を前提に交際するようになった。
1989年8月20日ごろ、Nは突然家財道具をトラックに積んで福山市内の姉夫婦宅へ赴き、姉に頼んでアパートを探してもらった上で保証人になってもらったほか、義兄が経営する会社に配管工として就職した。間もなく交際女性との同居生活を始め、1990年（平成2年）4月に正式に交際女性と婚姻すると、同年11月には長女が誕生した。Nはしばらくの間、雑用を含めて真面目に勤務していたが、やがて身元引受人である姉に相談せず自分の判断で仕事を進めたり、自動車を購入したりするようになったほか、1990年9月下旬には消費者金融業者から借入するようになり、仕事後・休日にパチンコ店へ通うなど、次第にパチンコに熱中するようになった。やがてパチンコの負けを取り戻そうと、Nはさらに金をつぎ込むようになり、交際相手の女性（後の妻）・母親などからパチンコをやめるように注意されてもパチンコ漬けの生活を改めなかったため、妻子を持つ身にも拘らず、勤務先から支給される給料・アルバイトの収入だけでは生活費・遊興費などが足りない状態が続いていた。そのため、母に何度も金を無心したほか、生活費や妻が支払いのために保管していた光熱費まで取り上げてパチンコにつぎ込むようになったほか、パチンコ代や生活費・借金返済資金などに充てるため、さらに消費者金融から借入し、数百万円に上る借金を抱えた。母に頼んで100万円弱の借金を返済してもらった後も借入を続け、勤務先（義兄の会社）がいったんは「今は忙しいから、後日工事を行う」と断ったはずの工事を甥（義兄・姉の次男）とともに義兄に無断で受注し、その利益を甥と2人で折半したが、それが雇用主の義兄に発覚したため、1991年（平成3年）11月20日に会社を解雇された。

### 受刑者X
共犯の男X（本事件当時40歳・現在73歳）は1951年（昭和26年）8月19日生まれ・静岡県藤枝市出身。一・二審とも求刑通り無期懲役判決を受け、最高裁へ上告したが、その後無期懲役判決が確定した。
Xは茶の栽培を営んでいた農家夫婦の長男として生まれたが、出生直後に両親が離婚し、母親に引き取られた。その後、ほどなくして母親が再婚したため、継父・実母の夫婦により養育され、高校卒業後には祖父の指導を受けて家業の茶栽培に従事した。1974年（昭和49年）6月に結婚して2児をもうけ、やがて継父・祖父が死去して以降は自らが中心となって家業の茶農家を営んでいたが、大豆の先物取引を行ったほか、残留農薬のため茶の出荷ができなくなったために約3,000万円の負債を抱え、その返済などのために財産の大半を処分せざるを得なくなった。やがて家出を繰り返し、すさんだ生活を送るようになり、1978年（昭和53年）6月には妻と離婚した一方、静岡県・愛知県・鹿児島県などを転々として窃盗・詐欺などを繰り返し、通算9年余り服役した。1991年（平成3年）3月27日に事件前最終刑の仮釈放を許され、宮崎刑務所を出所すると、同年7月ごろに山口県防府市内の会社に就職して配管作業などに従事した。

### 被害者女性A
被害者女性A（87歳没）は1905年（明治38年）3月20日生まれ。事件当時は三原市大畑町229番地（三原八幡宮の境内）の民家に1人で在住していた。
Aは1927年（昭和2年）に結婚して5男1女をもうけたが、夫との折り合いが悪く、1954年（昭和29年）10月8日に離婚した。その後は子供らとの連絡を絶ち、広島県福山市など各地を転々としたが、やがて男性Bと同棲するようになり、1957年（昭和32年）ごろからは、境内の家（事件発生時の住居）を賃借してBと同居し、1962年（昭和42年）2月1日にBと結婚した。その後、土木作業員などとして働いていた夫Bが直腸癌に罹患して入院したため、1980年（昭和55年）5月ごろからは生活保護を受給して生活するようになり、1981年（昭和56年）11月に夫Bと死別。それ以降は次男と連絡を取り、数か月おきに次男がA宅を訪問していたほか、次男に連れられて実弟（広島県賀茂郡在住）と会うこともあったが、普段は担当民生委員が訪問する程度で、近隣住民との交際もあまりなく、自宅で1人暮らしを続けていた。
被害者Aは事件当時、脚に障害があったため、買い物・通院のための外出の際には杖・手押し車の使用が必要だったが、日常生活はほぼ自力で行っていた。

## 事件の経緯
Xは1991年10月ごろに赴いた宮崎県宮崎市で甲と知り合い、2人で広島県広島市へ来て土木作業員として働くようになっていた。一方、Nは義兄の会社から解雇されて以降、福山市内の別の会社で配管工として就職したほか、1992年1月ごろにかつて岡山刑務所で親しくしていた元刑務所仲間の男性甲を通じてXと知り合った。NはX・甲にアパートを世話したほか、2人を自身と同じ会社に配管工として就職させた。XはNと気が合って急速に親しくなったが、この間も貯金せず、給料を飲食費などに使いきっていたほか、消費者金融から約30万円の借金を抱え、金銭的に常時困窮していた。
1992年2月ごろ、2人は相次いで勤務先を退職しそれ以降はアパートを出て、2人でホテル・N宅に泊まるなどして行動を共にするようになった。2人は一緒に稼働できる就職先を見つけようとしたが、適当な就職先が見つからなかったため、XがNに提案し、同年3月中旬ごろに茶の訪問販売を開始した。2人はそれぞれ、母親らに無心して仕入れ資金を調達し、山梨県甲府市内で茶の訪問販売を試みるなどしたが、思うように売れなかったため、同月18日ごろから福山市内に戻った。同月22日、2人は三原市内に在住していたNの姉から、本事件の被害者である女性Aを含む近隣約10件を紹介してもらい、A宅を初めて訪問して約2,000円分の茶を買ってもらった。この時、Aから「明後日（3月24日）には病院に行かなければならないが、脚が悪いので病院への通院が1日がかりになる」と聞かされたため、これに同情したNは自動車で送迎することを約束した。

### 犯行の謀議・準備
しかし、茶の訪問販売では思うように利益が上がらなかったため、Nは600万円余りの借金返済に窮するようになった。N・X両名は1992年3月28日（事件前日）、福山市内の明王台団地で茶の訪問販売をしたが、一向に売れず、訪問販売を始めたことを後悔するようになった。団地の駐車場内に停車した自動車内で他の金策方法について相談したところ、XがNに「盗みでもするか」と提案したが、Nは当時多額の借金を抱えていたほか、無期懲役の仮釈放中だったため、「仮に犯行が発覚すれば窃盗でも仮釈放を取り消され、再び長期間の服役になる」と考え、「半端なことではダメだ。同じことをするなら、どでかいことを一発やろう」などと発言した。さらにXが「1人暮らしの年寄りとか、汚い家に住んでいる方が案外現金を持っているんじゃないのか？」と言ったところ、Nは「Aなら金を貯めているかもしれない。殺して死体をどこかに隠せば、身寄りもないからわからないんじゃないのか」と返した。Nは一度は「殺さなくてもいいんじゃないのか？」と答えたが、Nが再び「（Aは）顔を知っているから殺すしかない」などと発言したところ、「わかった」と答え、被害者Aを殺害することに同意した。
次いで2人は殺害方法について相談し、最終的に被害者の首を紐で絞めて殺すことに決め、強盗殺人の実行について謀議を遂げた。Xは犯行の準備として、三原市内のコンビニエンスストアで荷造り用のビニール紐・軍手2双を購入したが、「ビニール紐1本では首を絞める際に強度が足りない」と考えたため、紐の強度を増そうと紐を八重に重ね、その途中4か所に結び目を作ることで、長さ1 m余りの紐を作り上げた。さらに2人はA宅に上がり込む口実として、「カップラーメンを食べる湯をもらう」こと考え、そのためにカップラーメン2個を用意した。

### 犯行直前
犯行の準備後、2人は日が暮れるまでパチンコをして時間をつぶし、同日19時ごろになってビニール紐・軍手とカップラーメン2個を持ってA方を訪れ、室内に入れてもらった。その際、XがAの隙を見て、Nに「ここでやるのか」と尋ねたが、Nは現金の有無を確認した上で殺害しようと考え、Aが席を外した合間を突いたり、仮病を使うことでベッドのある奥の部屋に入ったりして、預金通帳の残額を確かめた。この時は残額が少なかったため、Nは「殺すまでのことはない」とも思ったが、Aの所持金の多寡を調べる目的で借金を申し込んでみたところ、Aはそれに応じ1万円札13枚（計13万円）を差し出してきた。このことから、2人は「Aは他にもかなり現金を持っている」と考え、被害者Aを殺害する決意を固めた。
Nはその場でXに目配せをして、用意していたビニール紐を出すよう合図したが、Xは「死体の処分に困る」と考えて殺害を躊躇した。そのため、Nも「Aを人気のない場所に連れ出して殺害し、再びA方に立ち戻って金品を物色した方が得策だ」と考えるようになり、Xに対し「どこかに連れ出すか」と言ったところ、Xもそれに応じたため、2人はAを連れ出して殺害した上でA宅に戻り、金品を強取する旨の意思を相通じた。2人は「温泉に今ごろ行くとちょうどいい」「自分の知っているところがあるから行かないか？」などと言って、Aをドライブに誘い、当時Nが使用していた普通乗用自動車の助手席にAを乗車させ、22時ごろにA宅を出発した。2人は殺害場所として適当な、人気のない場所を探し、まずは福山市方面へ向かったが、「瀬戸大橋（瀬戸中央自動車道）か高松方面に向かえば、人気のない適当な殺害場所がある」と考え、いったんは翌日（1992年3月29日）深夜に栗林公園（香川県高松市）まで行った。しかし、同公園は市街地の公園である上、当時は門が閉まっていたため入ることができず、周囲でも適当な殺害場所が見つからなかったため、同所での殺害は断念した。その後、XがNに対し「自分がAとホテルに泊まるから、その間にA宅に戻って金を取ってこればいいんじゃないのか」と提案したが、Nは「もう連れ出しているし、泥棒に入っても分かるから、（Aを）殺すしかない」と答えた。
その後、2人とAは岡山県都窪郡清音村（現：総社市）内にあった喫茶店で休憩。休憩後、空は既に明るくなっており、店の周囲に奥深い山もなかったため、Nは「計画を実行するのは無理だ」という気持ちに傾きかけ、いったんは三原市方面へ向かった。しかし、福山市内の国道2号を走行中に「北方の深安郡神辺町（現：福山市神辺町）方面なら、人目に付かない奥深い山があるのではないか」と考え、Xにその旨を伝えた上で山間部へ向けて進行し、山奥へ向かった。そして神辺町方面へ向かって北上していたところ、「山野峡」と表示された道路標識を見て「人目に付かない山深い場所だろう」と考え、標識に従い山野峡方面へ向かった。

### 殺害・死体遺棄
1992年3月29日14時ごろ、N・X両加害者は被害者Aを乗車させたまま第二櫛ヶ端山林道を通り、殺害現場となった広島県福山市山野町大字山野字櫛ヶ端山国有林68林班て小班付近の林道に至った。NとXはそれぞれ軍手をはめ、XがAに「植木を抜いていく」という話をしている間に、Nが石でAを襲う旨で同意した。そしてAを下車させ、林道西側の道端に連れて行き、XがAに中腰でしゃがみこんで話しかけたところ、その隙にNが付近にあった石（縦約15 cm×横約10 cm）をAの背後から力いっぱい振り下ろし、後頭部を1回強打した。Aがうつぶせに転倒・失神すると、NはXからビニール紐（長さ約104 cm・白色ポリエチレン製、「平成5年押収第112号の5」）を受け取ってAの頸部に巻き付け、2人でその両端をそれぞれ持って数分間引き合い、被害者Aを絞殺した（強盗殺人罪・死因：窒息死）。
その後、2人は被害者Aの死体を持ち上げ、崖下めがけて投げ捨てたが、死体はすぐ近くの草むらの中へ落ちてしまった。死体が林道の上から見える状態だったため、Nはさらに崖を降り、死体を崖の中腹まで引きずり落とすか転がり落して遺棄した。そして殺害現場を離れる際、自動車内でAの手提げバッグ内から現金3,000円と、A名義の普通預金通帳1通（せとうち銀行三原支店発行）・郵便貯金通帳1通（郵政省発行）および印鑑2個を奪ったほか、同日21時ごろにはさらにA宅内で金品を物色したが、そこでは金品は発見できなかった。

## 事件後の動向
2人は事件後も行動を共にし、1992年4月2日ごろに岡山市内の知人（Nの元刑務所仲間）宅を訪ねた。その上で、Nはその知人に対し、被害者A名義の郵便貯金通帳・印鑑を預け「代理人名義で払戻しをしてくれ」と依頼したが、手続きに手間取った上に払戻請求書の裏へ代理人としてN自身の署名を求められたため、この時は払戻しを断念した。その後、自責の念に駆られたXが「自分1人で罪をかぶって自首する」と言い出したが、Nは「Xが自首すれば自分のことを隠し通せるはずはない。自分の一生は破滅する」と思ったため、Xを説得して自首を思いとどまらせ、Xを郷里の静岡県へ帰らせた。
一方でNは、Aの通帳の払戻しをする危険性を承知していたが、強奪した通帳・印鑑を使用してその預貯金を騙し取ろうと考え、1992年4月9日に以下4件の犯罪を犯した。
1. 10時ごろ、せとうち銀行福山南支店（福山市沖野上町二丁目6番28号所在）で被害者A作成名義の普通預金払戻請求書1通（金額57,000円・「平成5年押収第112号の1」）を使用目的で偽造した（有印私文書偽造罪）[3]。その上でAの代理人を装って預金を引き出し、現金57,000円を騙し取った（有印私文書行使罪・詐欺罪）[54]。
2. 14時46分ごろ、福山新涯郵便局（福山市新涯町一丁目15番11号所在）で被害者A作成名義の郵便貯金払戻金受領証1通（金額49,000円・「平成5年押収第112号の2」）を使用目的で偽造した（有印私文書偽造罪）[3]。その上でAの代理人を装って預金を引き出し、現金49,000円を騙し取った（有印私文書行使罪・詐欺罪）[3]。

Nはさらに、パチンコ店で知り合った女性と共謀し、1992年4月27日10時40分ごろに福山郵便局（福山市東桜町3番4号所在）で被害者A作成名義の定額貯金用郵便貯金払戻金受領証2通（平成5年押収第112号の3及び4）をそれぞれ使用目的で偽造し、前述の郵便貯金通帳とともに一括提出して行使した（有印私文書偽造・同行使罪）。これにより被害者Aの代理人を装い、A名義の定額貯金を解約してその解約金を受領し、現金209,791円を騙し取った（詐欺罪）。その後も、この女性とその内縁の夫の下でしばらくの間、ワックスの訪問販売の仕事を続けていたが、同年6月ごろからは真面目に働かなくなった。同年11月、Nの妻は自宅にいられなくなり、長女とともに岡山県内の実家へ戻ったほか、Nも借金の取り立てを免れるため、三原市内の実家に身を寄せていた。

### 事件発覚
1992年4月6日、被害者A方を担当していた民生委員がAの不在を不審に思って三原市福祉事務所の保護課長に連絡し、同事務所から三原警察署（広島県警察）へ捜索願が出された。また、被害者Aの次男が同年11月に母A方の家財道具を持ち帰り、Aの預貯金を調査したが、その際に母Aが行方不明になって以降、Aの口座（銀行・郵便局）から現金が引き出されていたことが判明した。三原署が同月以降にこの件を「被害者Aは何らかの事件に巻き込まれた可能性がある」として調査した結果、1992年4月9日にAの預金が郵便局から払い戻された際、Nから運転免許証の提示を受けていた事実が判明したほか、払戻金受領書からはNの指紋が検出された。
Nは三原署に出頭した当初、「通帳・印鑑は被害者からもらったものだ」と嘘の弁解をしたが、取調べを担当した警察官から追及されると「盗んだ」と認めたため、翌1993年（平成5年）4月27日、三原署に有印私文書偽造・同行使・詐欺の被疑者として通常逮捕された。取り調べに対しNは逮捕容疑（詐欺）をほぼ認めた上で、同年5月1日には取り調べに対し、「Xと共謀した上で強盗殺人を犯した」「動機は金欲しさだ」と自供した。これを受け、広島県警捜査一課・三原署が同月3日、Nに死体遺棄現場として案内させた前述の山野峡（福山市山野町）一帯を捜索したところ、供述場所付近の雑木林から白骨死体を発見。広島大学法医学教室で遺体を鑑定（身元・死因の特定）したところ、身元は司法解剖により被害者Aとほぼ断定されたため、県警捜査一課・三原署は同月6日に強盗殺人・死体遺棄容疑で被疑者Nを再逮捕した。その後も県警は、殺害・死体遺棄の詳しい方法について、Nをさらに追及し、強盗殺人・死体遺棄容疑で被疑者Nを広島地方検察庁へ追送検した。その後、Nは最初の逮捕容疑（詐欺・有印私文書偽造・同行使の各罪状）で広島地方裁判所へ起訴され、1993年5月25日には強盗殺人罪で追起訴された。Nは本件犯行により、前刑（無期懲役刑）の仮釈放を取り消され、1993年6月以降は再び無期懲役刑の執行を受けている。
一方で強盗殺人・死体遺棄の共犯として指名手配された共犯者Xは、Nが強盗殺人罪で起訴された時点でも指名手配中だったが、その後逮捕・起訴され、Nと同時に判決を受けている。

## 刑事裁判

### 第一審・広島地裁
被告人Nは、第一審の第6回公判にて、母親・姉が自分への思いを語った証人尋問調書を聞いた後、「刑務所の辛さは体の芯まで染み込んでわかっているのに、同じことをした自分の愚かさが情けない。被害者に申し訳ない気持ちでいっぱいだ。被害者の冥福を朝晩手を合わせて拝んでいる」と述べた。しかしその一方で、義兄に対する恨みや「生きていてやりたい」との心情を述べ、義兄に責任を転嫁するような供述態度も取った。
両被告人の弁護人とも、「被害者Aの死因は窒息死ではない。被告人らにはいずれも強盗殺人未遂罪が成立するに過ぎない」と主張したほか、被告人Nの弁護人は「被告人Nらが被害者Aを殺害してからA宅を物色した行為は強盗殺人には包括されず、別罪の窃盗未遂に留まる」と主張したが、広島地裁 (1994) は「犯行の状況や被告人らの供述などから検討すれば被害者の死因が窒息死であることには合理的な疑いを入れる余地がない」「両被告人とも最初から被害者を殺害してから被害者宅の金品を奪う意思を相通じた上で犯行に及んでおり、殺害行為と物色行為は同一の範囲に基づく一連の行為であるため、1個の強盗殺人罪として包括して評価するのが相当だ」と事実認定した。
1994年（平成6年）6月28日に広島地方裁判所（小西秀宣裁判長）で論告求刑公判が開かれ、検察官は被告人Nに死刑を、被告人Xに無期懲役をそれぞれ求刑した。論告要旨は以下の通り。
- 「何の罪もない被害者を騙して殺害した犯行は周到に計画された冷酷・残忍なものだ。独居老人が犯罪被害に遭う危険性が増大している中で社会に与えた影響は重大で、厳罰を加える必要がある」[61]
- 「被告人Nは犯行の主導的な役割を果たしているほか、過去に強盗殺人を犯して無期懲役刑に処されたにも拘らず、仮出獄中に再び強盗殺人を繰り返すなど、更生は不可能だ」[61]

第9回公判における最終意見陳述で、被告人Nは「自分は前回も長い懲役刑を務めたのに再びこのような事件を犯した。死をもって罪を償いたい」と述べ、反省・謝罪の情を表す供述態度を示した。

#### 無期懲役判決
1994年9月30日に広島地裁（小西秀宣裁判長）で判決公判が開かれ、同地裁はN・X両被告人にそれぞれ無期懲役判決を言い渡した。同判決からさかのぼって10年間、被告人Nと同様に無期懲役刑の仮釈放中に強盗殺人を犯した被告人はいずれも死刑判決を受けていたが、広島地裁は量刑理由について「犯行は計画的かつ悪質だが、被告人Nは反省しており更生の可能性がある。被告人Nは先の事件における仮釈放取り消しを含め、最低でも合計30年（＝仮釈放取り消しで10年＋今回の事件で仮出所の要件を満たすために20年）程度服役することが必要」と述べ、独自・異例の量刑論を展開した。
広島地方検察庁は同年10月11日付で、被告人Nについて量刑不当を理由に広島高等裁判所へ控訴した。また、被告人Xの弁護人も「2度の強盗殺人を犯した被告人Nと同じ無期懲役なのは不当」と量刑不均衡の主張に加え、事実誤認を訴えて広島高裁へ控訴した。

### 控訴審・広島高裁
1995年（平成7年）12月8日に広島高等裁判所で控訴審初公判が開かれ、検察官（被告人Nの無期懲役判決に対し控訴）と被告人Xの弁護人がそれぞれ控訴趣意書で量刑不当を主張し、検察官が被告人Nへの死刑適用を求めた一方、弁護人は「被告人Xの無期懲役判決は重すぎる」と主張した。
- 検察官による控訴趣意書の要旨 - 「第一審判決で広島地裁が下した『無期懲役ならば最低30年は服役するはずだ』という判断は根拠がなく、仮出獄制度の運用を裁判所の判断に沿うよう更生保護委員会へ求めることは職権逸脱だ。（当時の有期刑上限は最高20年で）ただ長期間服役すればいいという判断は刑法の趣旨からは許されない。過去に強盗殺人を犯して無期懲役に処されたにもかかわらずその仮釈放中に再び強盗殺人を犯した被告人Nには無期懲役は軽すぎるため、死刑を適用すべきだ」[73]
- 被告人Xの弁護人による控訴趣意書の要旨 -「被告人Xの役割は共犯者（被告人N）の補助的役割に過ぎず、強盗殺人未遂罪が相当」[72]「判決宣告の際、将来の服役態度で認められる仮出獄を判決の際に評価に加えることは、仮出獄制度を形骸化するものだ。被告人Xに対し無期懲役は重すぎて量刑不当であり、有期懲役刑を適用すべきだ」[73]

被告人Xは控訴審で「1995年11月3日 - 4日の午前中ごろ、当時収監されていた広島拘置所にて担当刑務官に声を掛けたところ、その刑務官から『道で2人で首を絞めてからNが被害者Aを崖下へ引きずっていき、NがAにとどめを刺したのだろう。Nは私に「自分がとどめを刺した」と言っていた』と発言された」と述べているが、それに対し「被害者が谷底で息を吹き返したことはない」と一貫して供述していた被告人Nは「その刑務官のことは知らないし、事件のことを話したこともない」と反論した。結果、広島高裁 (1997) は判決で「被告人Xの供述は絞頸行為と被害者死亡との因果関係を明確に否定するもの。拘置所の刑務官が共犯関係の被告人から聞いた事件に関することを他の刑務官に知らせることはまずありえず、その『刑務官から聞いた話』の経緯にも具体性がなく、不自然な内容で信用しがたい」として、Xの主張を退けた。
検察官は当審にて1996年（平成8年）12月3日付の弁論要旨（作成検察官：安田哲也）記載の通り弁論を行ったほか、弁護人も意見書要旨（弁護人・合志喜生作成）記載の通り弁論を行った。
1997年（平成9年）2月4日に広島高裁（荒木恒平裁判長）で控訴審判決公判が開かれ、同高裁は控訴をいずれも棄却して両被告人への第一審・無期懲役判決を支持する判決を言い渡した。判決要旨は以下の通り。
- 「犯行は悪質だが、検察が死刑を求めている被告人Nは極刑を覚悟して反省の情を表す供述態度を示しており、『人間性の片鱗がみられる』とした第一審判決が軽いとは言えない[注 46]。減軽を求めている被告人Xも動機に酌むべき点はなく、重大な社会的影響も考慮すれば第一審判決が重すぎるとは言えない」[40]
- 「第一審判決は無期懲役選択時の服役期間について検討しており、現行刑法の趣旨に反するとは言えない」[71]

被告人Xは同日中に最高裁判所へ上告したが、後に無期懲役判決が確定した。

### 広島高検が死刑適用を求め上告
刑事訴訟法第405条では、上告理由は憲法違反および判例違反に限定されているため、「量刑不当は適法な上告理由に当たらない」とされている。そのため当時、「検察は無期懲役判決への上告に慎重な姿勢を取っている」とされていた。実際に1996年から1997年にかけては、甲府信金OL誘拐殺人事件（1996年4月：東京高裁）、名古屋アベック殺人事件（同年12月：名古屋高裁）、つくば妻子殺害事件（1997年1月：東京高裁）と、死刑求刑事件の控訴審で無期懲役の判決が言い渡される事例が相次いでいたが、いずれも検察からの上告はなされていなかった。当時最高検察庁で刑事部長を務めていた堀口勝正は、当時の検察内部には「死刑をなるべく回避するという裁判の傾向に対し、上告しても仕方がない、というあきらめ」が根を張っていたと証言している。
しかし同年2月、堀口は本事件の控訴審判決について報告を受けると「これは度を超していないか」と疑問を投げかけ、刑事部内で議論を行った。この時は殺害被害者が1人であることから「上告理由がないのでは」という意見も多かったが、堀口が土肥孝治（検事総長）に対し「（無期懲役の）仮釈放中の人間に殺されては、国民は納得できない」と意見を仰いだところ、土肥も上告に同意したため、同判決への上告が決まり、広島高等検察庁は同年2月18日付で最高裁判所への上告手続きを取った。検察側が無期懲役判決に対し、量刑を不服として上告した事例は永山が起こした連続ピストル射殺事件の控訴審判決に対する上告（1981年9月）以来、戦後2件目であった。検察当局は同年8月19日に「控訴審判決は、重要な量刑要素である犯行態様の悪質性・無期懲役の前科を十分評価していない。最高裁が1983年7月、永山則夫連続射殺事件の上告審判決で示した死刑の一般的基準（通称「永山基準」）に違反しており、判例違反に当たる」などとする上告趣意書を最高裁に提出した。
土肥は後年、『読売新聞』社会部の取材に対し「裁判の傾向を追認していたのでは、流れを止められない。裁判の流れを変えたい。国民が納得していないというメッセージを発しないと」と思ったと述べている。

#### 連続上告
また、検察当局はこの上告以降、1998年1月までに、死刑求刑に対し控訴審で言い渡された無期懲役判決4件に対し、相次いで上告した。この一連の検察による死刑を求めた5事件への上告については「連続上告」と呼称される場合がある。
同年3月18日には北海道職員夫婦殺害事件（1991年11月に発生：被害者2人）の被告人に対し、札幌高裁が無期懲役を言い渡した第一審を支持し、検察官・被告人双方からの控訴を棄却する判決（検察官の求刑：死刑）を言い渡したが、札幌高等検察庁は同月28日に死刑適用を求めて上告していた。また、同年5月12日には国立市主婦殺害事件（1992年10月発生）の被告人に対し、東京高裁第11刑事部（中山善房裁判長）が第一審の死刑判決を破棄（自判）し、被告人を無期懲役とする判決を言い渡していたが、東京高等検察庁は同判決について同年5月26日、「連続射殺事件の判決（永山基準）で示した死刑適用の要件に照らしても、死刑をもって処断すべき事案だ」として、判例違反および量刑不当を理由に最高裁へ上告した。
検察当局はその後も1998年（平成10年）1月までに、高裁が無期懲役判決を言い渡した2件の強盗殺人事件について、相次いで最高裁へ上告した。
| 事件名                 | 被害者数 | 事件発生年月 | 発生地         | 第一審判決 | 高裁 | 控訴審判決 宣告年月  | 控訴審判決 主文          | 小法廷 | 裁判形式 | 上告審                | 備考                                                                                    |
| ---------------------- | -------- | ------------ | -------------- | ---------- | ---- | -------------------- | ------------------------ | ------ | -------- | --------------------- | --------------------------------------------------------------------------------------- |
| 本事件                 | 1人      | 1992年3月    | 広島県福山市   | 無期懲役   | 広島 | （差戻前） 1997年2月 | （差戻前） 控訴棄却      | 第二   | 判決     | 破棄差戻              | 強盗殺人の前科あり（仮釈放中の再犯）。 共犯の男は無期懲役判決（求刑：同）を受け、確定。 |
| 本事件                 | 1人      | 1992年3月    | 広島県福山市   | 無期懲役   | 広島 | （差戻後） 2004年4月 | （差戻後） 破棄自判 死刑 | 第三   | 判決     | 上告棄却 死刑確定     | 強盗殺人の前科あり（仮釈放中の再犯）。 共犯の男は無期懲役判決（求刑：同）を受け、確定。 |
| 北海道職員夫婦殺害事件 | 2人      | 1991年11月   | 北海道札幌市   | 無期懲役   | 札幌 | 1997年3月            | 控訴棄却                 | 第一   | 決定     | 上告棄却 無期懲役確定 | 共犯の少女（被害者夫婦の娘・当時19歳）も無期懲役が確定。                                |
| 国立市主婦殺害事件     | 1人      | 1992年10月   | 東京都国立市   | 死刑       | 東京 | 1997年5月            | 破棄自判 無期懲役        | 第二   | 判決     | 上告棄却 無期懲役確定 | 5事件では唯一、第一審で死刑が言い渡されていた。                                         |
| 岸和田市銀行員殺害事件 | 1人      | 1994年10月   | 大阪府岸和田市 | 無期懲役   | 大阪 | 1997年11月           | 控訴棄却                 | 第一   | 決定     | 上告棄却 無期懲役確定 |                                                                                         |
| 倉敷市両親殺害事件     | 2人      | 1993年12月   | 岡山県倉敷市   | 無期懲役   | 岡山 | 1998年1月            | 控訴棄却                 | 第三   | 決定     | 上告棄却 無期懲役確定 |                                                                                         |

5事件の被害者はいずれも1人 - 2人で、死刑と無期懲役を分けるボーダーラインとされていたが、検察当局は当時、下級審が死刑適用を回避する傾向を疑問視し、「近年の裁判所の量刑は軽すぎ、国民感情からかけ離れている」と訴えた。このような検察当局の動向は当時、「検察当局は死刑選択基準の揺らぎに釘を刺す狙いがある」と受け取られたが、法務・検察幹部の中からは「最高裁に下駄を預けることで『永山基準』が再確認される可能性もあるが、死刑回避の方向に見直されるなど、上告が逆効果になる恐れもある」という声も上がっていた。
一方、日本弁護士連合会（日弁連）人権擁護委員会で、死刑問題調査研究委員会の委員を務めていた小川原優之弁護士は、各事件の弁護人との意見交換を行い、5事件全体を統一する形で最高裁に提出する書面の作成を検討したほか、1998年11月には私見として「死刑と無期懲役の境界」をまとめて公開し、「検察側の求刑・量刑の基準は混乱している。死刑と無期懲役の境界は客観的に存在せず、裁判官の価値観によるところが大きい」と指摘していた。また、市民団体「死刑廃止フォーラム90」は1998年2月に「暴走する検察庁 5件連続検察上告を考える」というシンポジウムを開いたが、このシンポジウムでは「被害者1人の強盗殺人事件で死刑判決は珍しい」「最高裁の新判断を得るのが目的ではなく、判決を上級裁判所に晒し、下級審の寛刑傾向を止める狙いがある。裁判官に大きな圧力を与えるだろう」などと、検察側の姿勢に反発する声が上がった。
結局、国立事件については本事件とともに最高裁第二小法廷が口頭弁論を開いたが、同小法廷（福田博裁判長）は1999年11月29日に「死刑を選択した第一審判決も首肯し得ないものではないが、犯行は計画性が高いとは言い難く、原判決を破棄しなければ著しく正義に反するとまでは認められない」として控訴審判決を支持し、検察官の上告を棄却する判決を言い渡した。しかし、その一方で「永山基準」を示した1983年7月の最高裁判決を引用して「殺害された被害者が1名の事案でも、極刑がやむを得ないと認められる場合がある」と判示した。他3件についても、後に相次いで上告棄却の決定が出されたが、一連の「連続上告」を決断した堀口は「（連続上告により）それまでの裁判官の判断を抑圧してきた、極刑に慎重な流れのようなものを取り払った意味は大きかった」と回顧している。

### 最高裁が破棄差戻し判決
最高裁判所第二小法廷は1999年（平成11年）7月21日、国立事件および本事件について、それぞれ上告審の口頭弁論を開くことを決めた。通常、最高裁で弁論が開かれる刑事事件は、控訴審で死刑判決が言い渡された事件か、何らかの形で控訴審の結論が見直される事件とされており、控訴審で無期懲役判決が言い渡された事件について弁論が開かれる事例は異例だった。このため、「最高裁が死刑と無期懲役の境目など、死刑選択基準に関する新たな判断を示す可能性がある」と注目された。
本事件の審理は河合伸一裁判長以下、第二小法廷所属の最高裁判事4人（福田博・北川弘治・梶谷玄）が担当した。最高裁第二小法廷（河合伸一裁判長）は1999年11月15日に口頭弁論を開き、同日の弁論で検察官は「無期懲役の仮釈放中に同様の重大犯罪を犯した者は例外なく死刑となっており、一・二審判決はこれまでの判例に違反する」と主張した。一方、弁護人は「一・二審判決は永山基準を踏まえて結論が出されており、検察側の主張は上告理由にならない量刑不当に過ぎない」と反論し、上告棄却を求めた。
1999年12月10日に上告審判決公判が開かれ、最高裁第二小法廷（河合伸一裁判長）は検察側の上告を認めて広島高裁の無期懲役判決を破棄し、審理を同高裁に差し戻す判決を言い渡した。最高裁による無期懲役判決の破棄差戻判決は、「永山基準」が示された連続射殺事件の上告審判決への判決（1983年7月 / 被告人：永山則夫）以来16年ぶりであった。同小法廷は判決理由で、「本事件は犯行前の準備から、計画性が低かったとはいえない。Nは恵まれた環境にいながら、パチンコで借金を重ねた挙句に犯行におよんでおり、遺族への慰謝の措置も講じておらず、矯正の余地は認められない」と指弾したほか、永山判決以降に無期懲役の仮出所中に強盗殺人を犯した被告人はいずれも死刑判決を受けていたことを踏まえ、「被告人Nの情状は、死刑を回避し無期懲役を選択すべきほど悪質さの程度が低いとはいえない。殺害された被害者数は1人だが、被告人Nの刑事責任は重大で、特段の事情がない限りは死刑を選択するほかない」と判断した。

### 差戻控訴審
差戻控訴審初公判を控えた2000年（平成12年）3月8日、新たに被告人Nの国選弁護人として、広島弁護士会所属の弁護士2人（武井康年・石口俊一）が選任された。また、広島弁護士会は「今後の刑事訴訟に重大な影響を与える」として、3人の「支援弁護人」を選任し、国選弁護人3人と併せて6人の弁護団を結成した上で、Nの生育環境が与えた影響などの立証に力を入れ、死刑回避を目指した。
2000年8月10日に広島高裁（重吉孝一郎裁判長）で差戻控訴審の初公判が開かれ、弁護側は同日の意見陳述で「殺害に至る計画性は低く、被告人Nは被害者遺族に対しても慰謝の気持ちがある」などと酌量事由について主張し、死刑回避を訴えた。その上で、「死刑制度は憲法違反であり、死刑判断の基準とされる永山基準も成熟した基準ではない。判例は変更されるべきだ」と指摘した。
第2回公判（2000年10月3日）で、弁護側は前述の「連続上告」5件に対する最高裁の決定・判決を検討し、「本事件は前科の点を除けば、他の（上告棄却の結論がなされた）4件に比べ、殺害された被害者数など悪質性は低い。本件のみ検察側上告を認め、破棄差戻しした最高裁の判断は量刑均衡を著しく欠くものだ」などと主張したほか、「再犯予防など服役中の処遇に大きな欠陥がある」として、処遇記録の取り寄せ・検討を求めた。また、続く第3回公判（同年11月7日）では「死刑執行および死刑確定者処遇の実態に照らせば、死刑は不必要な精神的・肉体的苦痛を与えるもので、残虐な刑罰を禁止している日本国憲法第36条に違反する。Nは被害者遺族宛てに反省・謝罪の心情を記した手紙を送ろうと考えるなど、反省を深めており、更生可能性がある」と訴えた。
その後、被告人Nの弁護人は「Nの生育環境がN自身に与えた影響を調べるため、心理学専門家による被告人Nの精神鑑定を実施すべきだ」と請求し、これを受けた広島高裁（久保眞人裁判長）は2002年（平成14年）12月10日に開かれた公判で鑑定実施を決めた。鑑定結果は2003年（平成15年）9月9日に開かれた公判で提出されたが、鑑定を実施した医師は「被告人Nは非社会性人格障害および自己愛的人格障害だ。幼少期に甘やかされて生育したため、欲求不満への耐性が乏しく、経済的理由から高校に通えなかった影響で、劣等感を抱いて育った。犯行後も自分の行動を正当化するなど、刑罰による学習効果はあまり期待できない」という見解を示した。
一方、検察官は当審において2000年12月11日付・2002年6月13日付でそれぞれ意見書（作成検察官：渋谷勇治）記載の通り意見を述べた。

#### 被告人Nによる臓器提供希望
なお、被告人Nは差戻控訴審の公判中、死刑になったり拘置中に死亡したりした場合の臓器提供および拘置中の骨髄提供を希望し、2002年6月7日付でNの弁護団が広島高裁に対し、「Nが希望している骨髄バンクのドナー登録手続きのため、勾留を一時的に停止してほしい」と請求したほか、広島地検にも同様の理由で、無期懲役刑の一時的な執行停止を申し立てた。法務省によれば当時、死刑の可能性がある被告人や死刑囚・無期懲役受刑者などが臓器提供を希望した事例は前例がないものだったが、法務・検察当局は同年9月までに、「刑事訴訟法で定められた『刑の執行を停止する重大な理由』に該当しない」として、被告人Nの申し立てを認めない方針を固めた。

#### 結審
差戻控訴審は2004年（平成16年）1月16日の公判で結審し、同日の最終弁論で検察官は死刑適用（第一審・無期懲役判決の破棄）を、弁護人は検察側の控訴棄却（第一審判決支持）をそれぞれ求めた。検察官は「Ｎは仮釈放中、格段に法規範を守るべき立場にも拘らず、さらなる凶悪犯罪を犯した。酌むべき事情は見当たらず、上告審の意を酌み、死刑を適用するほかない」と訴えた一方、弁護人は「14年9か月間受刑してきた被告人Nが実社会に適応できなかった理由は、刑務所の矯正機能に問題があったからだ」「被告人Nは死刑を覚悟しており、贖罪のため臓器提供の意思もある。その『贖罪の自由』を奪う刑罰である死刑は憲法違反だ」などと主張した。

#### 死刑判決
2004年4月23日に差戻控訴審の判決公判が開かれ、広島高裁（久保眞人裁判長）は無期懲役とした第一審判決判決を破棄（自判）し、被告人Nに死刑判決を言い渡した。最高裁で無期懲役が破棄され、差戻後の控訴審で死刑判決が言い渡された事例は当時、永山の控訴審判決（1987年3月18日・東京高裁）以来戦後2件目で、広島高裁 (2004) は弁護人による「被告人Nは贖罪のため、臓器提供の意思を有しており、『贖罪の自由』を奪う死刑は違憲だ」とする主張を「臓器提供の意思は量刑を大きく左右する事情ではない。刑の執行に必要な限度内で基本的人権が制限されてもやむを得ない」と退けた。その上で、量刑理由については「反省の態度など、被告人の主観的事情を過大評価することは相当ではない。殺害された被害者の数は1人だが、無期懲役刑に処され服役したにも拘らず、仮釈放（仮出獄）中に再び強盗殺人に及んでおり、非常に悪質な犯行だ。更生は著しく困難であり、極刑を選択するほかない」と指摘した。
弁護団は死刑判決を不服として、同年4月30日付で最高裁に上告した。

##### 死刑判決への評価
土本武司（帝京大学教授）は本判決を「『無期懲役で仮釈放中の強盗殺人は死刑』との基準が確立され、被告人の反省などを過大評価する下級審の死刑回避傾向に歯止めをかけた。最低10年とされる無期懲役の服役年数見直しの契機にもなる」と評価した一方、弁護士・安田好弘（日本弁護士連合会の「死刑制度問題に関する提言実行委事務局」次長）は「最高裁に合わせた結論ありきの事実認定。死刑はそれしかあり得ない時のみ選ばれるべきだが、本事件では（差し戻し前の）一・二審で無期懲役の判断が示されただけに疑問」と指摘した。また菊田幸一（明治大学教授 / 『死刑廃止国際条約の批准を求めるフォーラム90』）は本判決を「国際的な死刑廃止の動きに逆行する判決。『無期懲役の仮釈放中に殺人を犯したら死刑』という量刑相場を結果的に確立することで死刑の適用拡大を狙っている」と批判した一方、岡村勲（弁護士 / 「全国犯罪被害者の会」（あすの会）代表幹事）は「理由なく人命を奪ったのだから死刑は当然」と指摘した。
『中国新聞』朝刊（中国新聞社・2004年4月24日付）にて記者・荒木紀貴は本判決を「死刑適用については永山基準が総花的であることから裁判所の判断がぶれやすかったが、裁判所は本判決で『無期懲役の仮釈放中に同種の凶悪犯罪を重ねた被告人には相当の理由がない限り極刑で臨む』という明確な基準・視点を示したと言える。しかし一方で『無期懲役でも最低30年服役するので刑として過不足ない』として死刑を回避した一審判決の問題提起・弁護人の主張した死刑違憲論を十分に検討せず退けた点には不満も残る。広島高裁には死刑制度の合憲性について正面から論じてほしかった」と評した。

### 最高裁で死刑確定
2007年（平成19年）4月10日に2度目の上告審判決公判が開かれ、最高裁判所第三小法廷（堀籠幸男裁判長）は差戻控訴審の死刑判決を支持し、被告人N・弁護人側の上告を棄却する判決を言い渡した。このため、2007年5月9日付でNの死刑が確定した。最高裁が控訴審の無期懲役判決を破棄して高裁へ差し戻し、後に死刑判決が言い渡され確定した事例は永山則夫連続射殺事件（1990年に最高裁で被告人・永山の死刑判決が確定）以来2件目で、一・二審とも無期懲役判決だった被告人については、本事件が初だった。

## 国家賠償請求訴訟
死刑囚Nは2014年（平成26年）2月7日付で、広島高裁に再審請求したが、請求の打ち合わせのための弁護人との面会をめぐり、以下のような国家賠償請求訴訟を起こしている。

### 2008年
死刑囚Nの弁護人を務める広島弁護士会所属弁護士2人（武井康年・石口俊一）は2008年（平成20年）5月、死刑囚Nと再審請求の打ち合わせをするため収監先・広島拘置所を訪問し、拘置所側に話の内容を把握されないように接見に職員が立ち会わない「秘密面会」を求めたが、広島拘置所は「再審開始が決定するまでは職員が接見に立ち会う」と回答して許可しなかった。武井ら弁護人2人は同年7月・8月に再度打ち合わせを試みたが、その際にもいずれも職員の立ち会いを条件とされたため、再審請求についての話はできなかった。これを受け、武井ら弁護人2人は「広島拘置所の対応は刑事訴訟法が定めた秘密交通権の侵害である。こうした不適切な運用を認めるわけにはいかない」として、2008年11月11日付で死刑囚Nとともに国に対し計330万円の損害賠償を求める国家賠償請求訴訟を広島地方裁判所に提訴した。
広島地裁（野々上友之裁判長）で2008年12月12日に第1回口頭弁論が開かれ、原告・武井は「秘密交通権が認められている理由は弁護活動の内容を国側に知られないためだ。この当然のことを訴訟で明らかにせねばならないことは非常に残念だ」と主張した一方、被告・国側は原告側請求棄却を求めた。その後、広島地裁（野々上友之裁判長）は2011年3月23日の判決公判で秘密交通権の侵害は認めなかったが「職員の立ち会いで再審請求の遅延を余儀なくされた」などと認定して原告・死刑囚N及び弁護人2人の請求を一部認め、被告・国側に対し慰謝料など計33万円の支払いを命じた。広島地裁は「1回目の拒否は合法だが、後の2回については十分な検討時間があった」と指摘して広島拘置所長の判断を「社会通念に照らし著しく妥当性を欠いて違法」と判断した。
被告・国側は控訴したが、2012年1月27日に開かれた控訴審判決公判で広島高裁（小林正明裁判長）は第一審判決を一部変更・慰謝料などを54万円に増額して原告側に支払うよう被告・国に命じた。広島高裁は「死刑囚が再審請求の助言を受けるため弁護士と単独で接見する権利は守られるべきだ。刑事収容施設法で『正当な理由があれば拘置所長は死刑囚の接見立ち会いを省略できる』と規定されており、特段の事情がなければ立ち会いなしの接見が認められる」と判断した。その上で拘置所側の3回の拒否のうち2回を違法・最初の1回を合法とした第一審と異なり、全3回の違法性を認定した上で「拘置所長が裁量権を乱用した」と判断した。
被告・国側は判決を不服として2012年2月9日付で最高裁へ上告受理の申し立てをしたが、最高裁第三小法廷（大谷剛彦裁判長）は2013年（平成25年）12月10日の上告審判決公判で、国の上告を棄却する判決を言い渡した。最高裁第三小法廷は「再審請求の打ち合わせの場合、秘密面会の利益が保護されることは死刑囚だけでなく、弁護人の活動にとっても重要であり、死刑囚・弁護人からその申し出を受けた際は『施設の秩序を害する恐れ』『死刑囚の心情安定を把握する必要性が高い場合』などといった特段の事情がない限り、認めなければ違法になる」と認定する初判断を示した。これにより、職員の立ち会いを違法とし、原告（死刑囚N）への計54万円の支払いを命じた控訴審判決が確定した。

### 2015年
死刑囚Nの弁護人は2014年（平成26年）10月、再審請求の打ち合わせのため、精神科医を同伴して広島拘置所を訪れて面会を申請した。その上で、弁護人は、事件当時の精神状態を調べる精神鑑定のため、精神科医を同行することや、録音機器（ICレコーダー）の使用許可を求めたが、拘置所側は接見時間を1時間に限定した上、精神科医同席中に拘置所職員が立ち会うことを義務づけ、録音も認めなかった。このため、弁護士は翌11月に拘置所側の制限に従い、死刑囚Nと面会した。これは、この精神科医が作家でもあるため、広島拘置所側が「取材の可能性を否定できない」などと判断したためだったが、弁護士2人はこの対応について、「職員が立ち会うことで、医師と死刑囚との間で自由な意思疎通ができなかった。再審に向けて新証拠を出す目的で死刑囚の精神鑑定を行おうとした弁護活動を侵害された」と主張した。
2015年（平成27年）3月5日付で、死刑囚N本人と弁護士2人は、「秘密接見交通権の侵害に当たる」として、損害賠償計330万円の支払いを求める国家賠償請求訴訟を広島地裁に起こした。この訴訟について、広島地裁民事第1部（谷村武則裁判長）は2020年（令和2年）12月8日に、「医師との接見は、責任能力に関する精神鑑定のためで、拘置所側の対応は裁量権を逸脱しており、原告（死刑囚N）側の利益を侵害するものだ」と認定し、被告・国側に66万円の支払いを命じる判決を言い渡した。広島地裁は、「弁護人以外の者が面会に同席する場合も、秘密面会の利益を慎重に検討する必要がある。（死刑囚には）病歴など機微にわたる発言を職員に知られない正当な利益がある」として、拘置所の対応を刑事収容施設法に反するものと判断したが、ICレコーダーの使用については「音声流出などの弊害がある」という国の反論を認め、請求を棄却した。弁護団によれば、再審準備のため、通訳以外の第三者が同行する場合の秘密面会を認めた判決は初めてだった。
被告（国）は判決を受け入れた一方、原告側は、ICレコーダー使用の訴えを退けた第一審判決を不服として控訴した。しかし、広島高裁（西井和徒裁判長）は2021年（令和3年）11月24日、原告側の控訴を棄却する判決を言い渡した。同高裁は、第一審と同じく「弁護人以外が面会に同席する場合でも、死刑囚が弁護人と秘密面会する利益保護の必要性がある」と指摘した一方、ICレコーダーの使用については、「刑事訴訟法が制定された1948年（昭和23年）当時は想定されていなかった」として、「接見には含まれない」と判断した。原告側は上告する方針である。